# Corne inglês

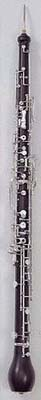
Corne inglês.

O corne inglês (ou corno inglês) é um instrumento de sopro de palheta dupla, da família do oboé. É um instrumento transpositor em fá, portanto uma quinta abaixo do oboé, em dó. Sendo um instrumento mais grave, também é maior do que o oboé, e geralmente o instrumentista necessita de uma alça no pescoço para auxiliar o suporte, como no caso do fagote e de alguns tipos de saxofone. A palheta dupla utilizada no corne inglês é muito semelhante à do oboé, mas não é inserida diretamente no instrumento e, sim, em um bocal. Mesmo sendo transpositor, a técnica é a mesma do oboé, e suas partes são escritas como se fossem tocadas em dó, para facilitar o trabalho do oboísta que estiver tocando um corne inglês. A formação de todo instrumentista de corne inglês passa antes pelo aprendizado do oboé.
|  |  |

Apesar de não ser rigorosamente análogo ao oboé (como são o oboé piccolo, o oboé baixo e o oboé contrabaixo), o corne inglês pode ser considerado um oboé tenor. O oboé seria a voz soprano, o oboé d'amore a voz de contralto, e o oboé baixo a voz do baixo.

## Uso orquestral
O corne inglês possui um timbre de características mutantes ao próprio registro: Seus graves são muito brilhantes e penetrantes, semelhantemente ao oboé. Mas as suas notas mais agudas tendem ao abafamento e escuridão, do mesmo jeito que o fagote. Seu uso é mais incomum, tendo sido mais utilizado em peças orquestrais a partir do século XIX. Um solo de corne inglês bastante conhecido está no 2.º movimento da Nona Sinfonia de Antonín Dvořák, conhecida como "Novo Mundo":

## Etimologia
Não se sabe exatamente de onde surgiu a denominação "corne inglês". Uma teoria é que as versões do instrumento datadas do século XVIII seriam parecidas com o oboé da caccia, um instrumento barroco contralto da família do oboé, que tinha a forma curvilínea, e por isso era chamado de cor angulé (que significa "chifre angulado") ou corps angulé (que significa "corpo angulado"), também utilizado em caçadas, nos primórdios dos tempos. O nome atual, "corne inglês", seria então uma tradução de uma corruptela em francês cor anglais.
Em alemão o corne inglês era chamado de Engelisch-horn (trompa angelical ou trompa dos anjos).
O cone inglês, assim como o oboé, teve como antecessor a charamela.